# Peron (singel)
Peron – drugi singel z albumu Miłość polskiego duetu Jamal wydany we wrześniu 2013 przez Parlophone Music Poland. Jest to największy przebój grupy. Kompozycja z wyraźną gitarą akustyczną, ze zrozumiałym przekazem tekstowym, uzyskała nominację Fryderyk 2014 w kategorii "Utwór Roku".

## Notowania
| Lista                         | Pozycja |
| ----------------------------- | ------- |
| POPLista RMF FM               | 1       |
| Gorąca 20 Radia Eska          | 1       |
| Lista Przebojów Radia Merkury | 1       |
| UWUEMKA                       | 2       |

## Teledysk
7 października 2013 w serwisie YouTube opublikowano wideoklip ze scenariuszem i w reżyserii Krzysztofa Orłowskiego. Za zdjęcia odpowiada Piotr Uznański.